# Melanis yeda
Melanis yeda is een vlindersoort uit de familie van de prachtvlinders (Riodinidae), onderfamilie Riodininae.
Melanis yeda werd in 1952 beschreven door Zikán, J.